# Faillissementswet (België)
Naar Belgisch recht is het faillissement een gerechtelijke procedure om de bezittingen van een insolvente schuldenaar op ordentelijke wijze te gelde te maken en te verdelen onder diens schuldeisers, waarbij de schuldenaar tijdelijk het beheer van zijn vermogen verliest maar daarna in staat wordt gesteld een nieuwe start te nemen. Het faillissement, dat ook wel als een soort collectief beslag wordt gezien, is de meeste verregaande vorm van samenloop en wordt afgewikkeld door een vereffeningsbewind. Spilfiguur is de curator, wiens macht erop gericht is zoveel mogelijk geld uit de brand te slepen.
Na een wetgevende hervorming is het faillissement met ingang van 1 mei 2018 geregeld door het Wetboek van Economisch Recht (Boek XX WER, in het bijzonder de titels VI-X).

## Terminologie
Van zodra een faillietverklaring is uitgesproken, wordt de schuldenaar gefailleerde. Het vonnis van de insolventierechtbank stelt de curator aan die het bewind over de boedel overneemt voor rekening van de samenlopende schuldeisers (de massa). De boedel is een afgescheiden vermogen met de activa van de gefailleerde (behalve hetgeen er wettelijk is uitgesloten) en de passiva die ná de samenloop ontstaan (de zogenaamde boedelschulden of schulden van de boedel, ambtshalve aangegaan door de curator. De bestaande passiva, schulden in de boedel, zijn geen deel van de boedel en worden betaald uit de netto-opbrengst ervan. Een rechter-commissaris houdt toezicht op de verrichtingen van de curator.

## Onderneming
Het faillissementsrecht, en bij uitbreiding het insolventierecht, is van toepassing op ondernemingen, begrepen in de bijzondere betekenis die eigen is aan deze rechtstak (art. XX.1 WER). Ondernemingen volgens deze definitie zijn de natuurlijke personen die zelfstandig een beroepsactiviteit uitoefenen, de rechtspersonen (vennootschappen, verenigingen en stichtingen) en de organisaties die een uitkeringsoogmerk hebben of uitkeringen verrichten (bv. sommige maatschappen en feitelijke verenigingen).
Overheden kunnen niet failliet gaan. Het betreft de federale staat, de gewesten, de gemeenschappen, de provincies, de hulpverleningszones, de prezones, de Brusselse Agglomeratie, de gemeenten, de meergemeentezones, de binnengemeentelijke territoriale organen, de Franse Gemeenschapscommissie, de Vlaamse Gemeenschapscommissie, de Gemeenschappelijke Gemeenschapscommissie en de openbare centra voor maatschappelijk welzijn en publiekrechtelijke rechtspersonen.
Evenmin geldt het faillissement voor 'gewone' burgers. België heeft op dit punt niet gekozen voor aansluiting bij moderne rechtsstelsels zoals Duitsland, Nederland en Spanje. Wie kampt met overmatige schuldenlast en geen onderneming is, valt onder het systeem van collectieve schuldenregeling, waar kwijtschelding van schulden moeilijker verkrijgbaar is.
Banken en financiële instellingen kennen bijzondere regels inzake faillissement.

### Staking van betaling
Art. XX.99 WER herhaalt de aloude voorwaarde voor faillissement: De schuldenaar die op duurzame wijze heeft opgehouden te betalen en van wie het krediet geschokt is, bevindt zich in staat van faillissement. Schijnbaar gaat het om twee voorwaarden, maar in de praktijk vormen het ophouden schulden te betalen en het wankelen van het krediet een twee-eenheid. Wie nog krediet heeft, zal normaal geen structurele betalingsproblemen kennen. Door het woord 'duurzaam' wordt vermeden dat een kortstondig probleem van liquiditeit tot faillissement zou leiden.

## Procedure

### Initiatief
De stap naar faillissement kan worden gezet doordat de schuldenaar zelf de boeken neerlegt. De wettelijke term 'aangifte' verhult dat het eigenlijk om een bekentenis gaat. Ondernemingen in staking van betaling moeten binnen de maand aangifte van faillissement doen (art. XX.102 WER), zo niet riskeren ze strafsancties (art. 489bis, 4° Sw.). Een tweede mogelijkheid is dat derden de onderneming dagvaarden in faillissement (meestal schuldeisers, maar soms ook het openbaar ministerie of een reeds aangestelde bewindvoerder). Ten slotte kan een gerechtelijke reorganisatie voortijdig worden beëindigd en omgezet in faillissement (art. XX.62 WER).
De bevoegde insolventierechtbank is deze van het rechtsgebied waar het centrum van de voornaamste belangen van de schuldenaar gelegen is (art. XX.12 WER). Meestal valt dit centrum samen met de maatschappelijke zetel of de hoofdvestiging.

### Vonnis van faillietverklaring
Ondanks de wettelijke bewoordingen is het vonnis constitutief en niet declaratoir: de materiële rechtskracht van de uitspraak creëert een gewijzigde rechtstoestand.
In het vonnis van faillietverklaring stelt de insolventierechtbank een rechter-commissaris uit haar midden aan en een curator uit de lijst die jaarlijks door de algemene vergadering van de rechtbank wordt opgemaakt. Voor deze lijst komen enkel advocaten in aanmerking die een bijzondere opleiding en bekwaamheid aantonen (art. XX.122 WER). Het vonnis bepaalt ook de datum van staking van betaling. Dit is normaal de datum van het vonnis of hoogstens zes maanden eerder, wanneer ondubbelzinnig gestaafd door ernstige en objectieve omstandigheden (art. XX.105 WER). Handelingen gesteld tijdens de 'verdachte periode' tussen de staking van betaling en het vonnis, kunnen worden aangevochten door de schuldeisers of hersteld door de curator (art. XX.111-112 WER).

### Inventaris
De curator maakt een inventaris van de goederen in de boedel (art. XX.134 WER). Meestal doet hij hiervoor een plaatsopneming (vroeger: 'afstapping') in aanwezigheid van de gefailleerde (art. XX.133 WER).
Voorts vestigt de curator onverwijld een hypotheek op alle onroerende goederen van de gefailleerde. Waarschijnlijk zijn er bestaande hypothecaire en/of bevoorrechte schuldeisers met voorrang, maar mogelijk kan hij de inschrijving van de fiscus te snel af zijn.

### Aangifte en verificatie van schuldvorderingen
Schuldeisers moeten hun vordering aangeven binnen de termijn van maximum dertig dagen die in het vonnis bepaald wordt (art. XX.155 WER). Bekende schuldeisers worden normaal verwittigd door een rondschrijven van de curator. Laattijdige aangiftes kunnen geen aanspraak maken op enig aandeel in reeds verrichte uitkeringen (art. XX.165 WER). Een jaar na de faillietverklaring verjaart het recht op opname van de schuldvordering, zodat na die datum ingediende aangiftes in principe worden verworpen.
De curator beoordeelt de aangegeven schuldvorderingen en maakt een proces-verbaal van verificatie waarin hij aanvaardingen, afwijzingen en aanhoudingen optekent (art. XX.160 WER). In de meeste faillissementen zijn er meerdere (zesmaandelijkse) processen-verbaal. Na de neerlegging van een proces-verbaal beschikken de gefailleerde en de schuldeisers over een maand om bij deurwaardersexploot bezwaar te maken tegen de aanvaardingen en afwijzingen die erin zijn opgenomen (art. XX.162 WER). De (tijdige) bezwaren worden afzonderlijk door de rechtbank beslecht.

### Verkoop en tegeldemaking
Van zodra de eerste verificatie van schuldvorderingen is gebeurd, kan de curator beginnen met het verkopen van de roerende en onroerende goederen van de boedel (art. XX.166 WER). Zaken die aan snelle waardevermindering onderhevig zijn, kunnen voordien al worden verkocht (art. XX.142 WER). In sommige gevallen wordt dit toegepast op de gefailleerde onderneming zelf, als een spoedige overdracht going concern de beste opbrengst biedt.

### Uitdelingen
De curator verdeelt de geldelijke opbrengst van de goederen onder de aanvaarde schuldvorderingen, volgens de rang die zij innemen en bij gelijke rang (pari passu) naar evenredigheid van hun vordering (art. XX.192 WER en art. 8 Hypotheekwet). In de praktijk slokken de uitzonderingen zoveel middelen op dat er meestal weinig of niets overblijft waarop de gelijkheid der schuldeisers (paritas creditorum) kan spelen.
Als de uitdeling (dividend) gebeurt op bevel of met toestemming van de rechter-commissaris, bekomt de curator van rechtswege kwijting (art. XX.168 WER).

### Sluiting
Op het einde van de procedure laat de curator schuldeisers en gefailleerde oproepen voor een vergadering waar hij zijn rekeningen ter goedkeuring voorlegt (art. XX.170 WER). Een eventueel batig saldo wordt nog uitgedeeld. Vervolgens beveelt de rechtbank de sluiting van het faillissement, zo nodig na de behandeling van betwisting over de rekeningen (art. XX.171 WER). Faillissementen waar werkelijk niets te rapen valt, kunnen nog vóór het opmaken van een inventaris worden afgesloten (sluiting wegens ontoereikend actief: zie art. XX.135 WER).

## Publicaties
Beslissingen met potentieel grote rechtsgevolgen voor het publiek worden bij uittreksel bekendgemaakt in het Belgisch Staatsblad. Dit geldt onder meer voor faillietverklaringen, vaststellingen van de datum van staking van betaling, kwijtscheldingen, bevrijdingen en sluitingen.

## Centraal Register Solvabiliteit
Faillissementsdossiers vormen een substantieel deel van het Centraal Register Solvabiliteit (REGSOL), een on-line databank operationeel sinds 1 april 2017. Via het openbare deel van de website kunnen schuldeisers en advocaten, na het aanmaken van een account, stukken raadplegen en aangifte van schuldvordering doen. Het private deel van de site is bestemd voor magistraten, griffiers, rechters-commissarissen en curatoren (redactie en communicatie).

## Gevolgen

### Gefailleerde en werkelijke bestuurders
Vanaf het vonnis verliest de gefailleerde van rechtswege het beheer over al zijn goederen (art. XX.110 WER), behalve over (1) wat hij na die datum nog ontvangt op grond van nadien ontstane oorzaken, (2) persoonlijke schadeloosstellingen en (3) het niet-beslagbare minimum (art. 1408 Ger.W.).
De werkelijke bestuurders van een failliete onderneming kunnen persoonlijk worden aangesproken voor haar schulden als ze door een kennelijk grove fout hebben bijgedragen tot het faillissement (art. XX.225 WER). Ook wrongful trading kan hun persoonlijke aansprakelijkheid in het gedrang brengen, voor wie tegen heug en meug de onderneming verderzette terwijl er geen redelijk vooruitzicht was om het faillissement af te wenden (art. XX.227 WER).

### Schuldeisers
Door de faillietverklaring worden hangende rechtszaken met betrekking tot de boedel en gelegde beslagen geschorst (art. XX.119 en XX.120 WER).
Chirografaire schuldeiser

## Kwijtschelding en bevrijding
Gefailleerden, voor zover het gaat om natuurlijke personen, hebben recht op kwijtschelding van hun restschulden (art. XX.173 WER). Hiervoor is vereist dat de gefailleerde een verzoekschrift indient bij de rechtbank en dat hij geen kennelijk grove fout heeft begaan. Na de kwijtschelding begint de gefailleerde met een schone lei, behalve wat betreft eventuele onderhoudsschulden en schadevergoedingen aan personen die hij heeft gedood of aangetast in hun lichamelijke integriteit. De rechtbank kan ook beslissen om het verzoek slechts gedeeltelijk in te willigen.
Wie kosteloos een persoonlijke zekerheid heeft gesteld voor de gefailleerde, kan de insolventierechtbank vragen om daarvan te worden bevrijd wanneer het bedrag van de zekerheid buiten verhouding is tot hun financiële mogelijkheden (art. XX.176 WER). Dit kan bijvoorbeeld een uitweg bieden aan ouders die zich met heel hun vermogen borg hebben gesteld voor de gefailleerde zaak van hun kind.

## Duur
De afwikkeling van een faillissement varieert gewoonlijk van enkele maanden tot enkele jaren. Het grootste Belgische faillissement ooit, dat van luchtvaartmaatschappij Sabena, was zeventien jaar na de start nog niet beëindigd.

## Geschiedenis
Tot 2018 was het faillissement in België een onderdeel van het handelsrecht. Alleen handelaars konden failliet gaan, na een vonnis door de rechtbank van koophandel. Vóór 1997 was de faillissementswet een deel van het Wetboek van Koophandel, dat terugging op de napoleontische Code de Commerce van 1808 en in 1851 herschreven was op het vlak van insolventie (Faillissementswet van 18 april 1851). Lijfsdwang werd afgeschaft in 1879. Een hervorming in 1997 lichtte de insolventieprocedures uit het wetboek en bracht ze onder in twee afzonderlijke wetten: de wet van 17 juli 1997 betreffende het gerechtelijk akkoord en de faillissementswet van 8 augustus 1997. Een belangrijke innovatie van deze wet was de herinvoering van de verschoonbaarheid, waardoor natuurlijke personen door een verklaring van de rechtbank bevrijd werden van de restschulden. Alle schulden die op datum van het faillissement bestonden werden kwijtgescholden, met uitzondering van bepaalde schulden zoals onderhoudsgelden of vergoedingen voor lichamelijke schade. Na de sluiting van het faillissement werd de persoon terug in het beheer van zijn goederen gesteld en kon hij - mits verschoonbaar verklaard - niet meer vervolgd worden door zijn schuldeisers, die vaak niet of niet volledig uitbetaald waren. Gefailleerde rechtspersonen konden niet verschoonbaar worden verklaard. Voor vennootschappen betekende een faillissement meestal het einde. De beslissing tot sluiting van de verrichtingen van het faillissement van een rechtspersoon bracht ontbinding en onmiddellijke sluiting van de vereffening mee.
Vanaf 7 augustus 2005 konden personen die kosteloos een zekerheid hebben verleend voor de gefailleerde, geheel of gedeeltelijk bevrijd worden.

## Voetnoten
1. ↑  Wet van 11 augustus 2017 houdende invoeging van het Boek XX "Insolventie van ondernemingen", in het Wetboek van economisch recht, en houdende invoeging van de definities eigen aan Boek XX en van de rechtshandhavingsbepalingen eigen aan Boek XX in het Boek I van het Wetboek van economisch recht
2. ↑  Cass. 10 november 2006, C.06.0274N, Jaarverslag cassatie, 2006, p. 54 = RW 2007-08, p. 21, noot L. BRIERS en P. VANDEPITTE
3. ↑  Koninklijk Besluit van 23 maart 2017 houdende de werking van het Centraal Register Solvabiliteit
4. ↑  Verordening (EU) 2015/848 van het Europees Parlement en de Raad van 20 mei 2015 betreffende insolventieprocedures

Nationaal recht